# Mitchell Kummen
Mitchell Kummen est un acteur canadien, né le 18 juillet 1999 à Winnipeg (Manitoba, Canada).

## Filmographie

### Cinéma

#### Long-métrage
- 2011 : Fight Games : Autograph Seeker
- 2011 : Passionflower : Charlie Spencer
- 2013 : Horns : Ig Perrish at 13
- 2014 : Wings of the Dragon : Rene (Jeune)
- 2016 : Interrogation (en) : Lucas

#### Court-métrage
- 2013 : Sea Legs : Boy

### Télévision

#### Série Télévisée
- 2010 : Less Than Kind : Paper boy
- 2010 : Keep Your Head Up, Kid: The Don Cherry Story : Donald Cherry - 10
- 2010 : Shattered : Young Ben Sullivan
- 2012 : R.L. Stine's The Haunting Hour : Mike
- 2013 : Time Tremors : Max Reno
- 2013-2014 : The Tomorrow People : Young John
- 2014-2015 : Le Cœur a ses raisons : Gabe Montgomery
- 2015 : Unreal : Terry
- 2015 : Detective McLean : Jeff McLean
- 2015 : Minority Report : Teen Dash
- 2015-2016 : World Trigger : Kouda / Kakizaki
- 2016 : DC: Legends of Tomorrow : Mick Rory (Jeune)
- 2016 : Motive : Ben Patkowski
- 2016 : Aftermath (en) : Devyn
- 2018 : iZombie : Zorn Hicks

#### Téléfilms
- 2011 : Un ticket gagnant pour Noël : Max
- 2013 : Jack : Michael (11 ans)
- 2016: Summer of Dreams : Johnny
- 2018 : Dream On : Johnny